# Siły rosyjskie w I wojnie światowej

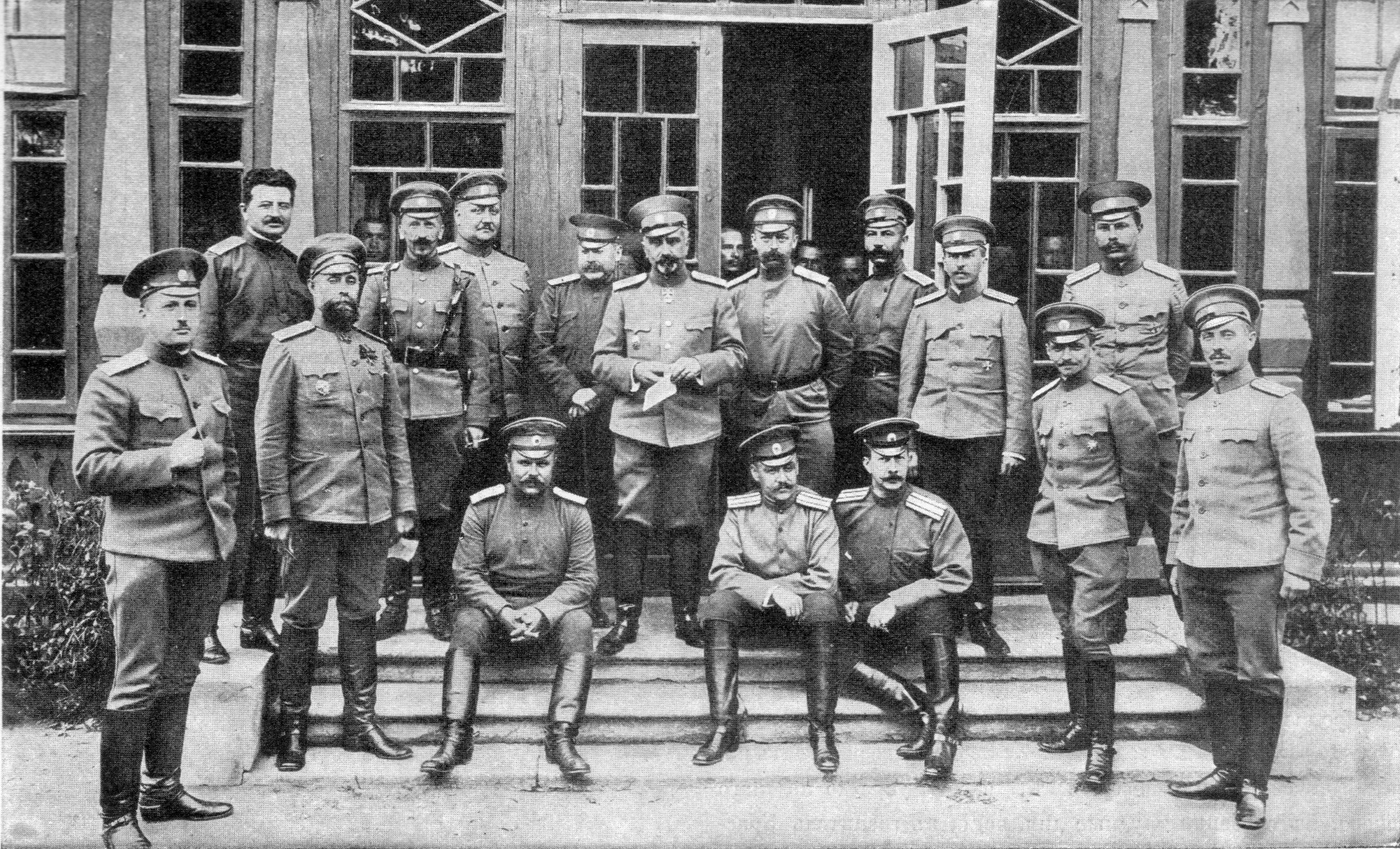
Oficerowie rosyjscy w czasie I wojny światowej

Siły rosyjskie w I wojnie światowej – na 10 lat przed rozpoczęciem I wojny światowej, z wielkich państw biorących udział w przyszłej wojnie, tylko Rosja miała doświadczenie prowadzenia działań wojennych, z wojny z Japonią (1904-1905). To doświadczenie miało wpływ na rozwój, wyszkolenie i przygotowanie armii do przyszłej wojny.
Rosja zdążyła zaleczyć swoje rany i zrobiła wielki krok naprzód w rozwoju swojej mocy wojennej. Przy 169,4 mln ludności, w okresie pokoju Rosja utrzymywała siły zbrojne w sile 1284 tys. żołnierzy, zorganizowane w 122 dywizje piechoty i 36 i 1/2 dywizji kawalerii, 6848 dział (z tego 240 ciężkich), 11 okrętów liniowych, 11 krążowników różnych typów, 71 niszczycieli, 23 okręty podwodne. Ogólne możliwości mobilizacyjne wynosiły ok. 19 mln żołnierzy, w tym było przeszkolonych wojskowo rezerw 5650 tys. ludzi. W okresie I mobilizacji można było zorganizować siły zbrojne w sile 2,5 mln żołnierzy. W 122 dywizjach piechoty liczone było 17 brygad – etaty, których były dwa razy mniejsze od dywizji i 35 dywizji drugiego rzutu, gotowość bojowa których była znacznie niższa od mobilizowanych kadrowych dywizji. Z 36 i 1/2 dywizji kawalerii było 10 dywizji drugiego rzutu tzw. kozackich.
Armia rosyjska charakteryzowała się wolnym tempem mobilizacji, a szczególnie ześrodkowania strategicznego (planowane ześrodkowanie strategiczne bez dwóch korpusów syberyjskich wynosiło 45 dni, a razem z nimi 90 dni). Wynikało to z mobilizacji wojsk pospolitego ruszenia i braku szkieletów kadrowych (zalążków) w jednostkach zapasowych. Mobilizacja armii w sierpniu i wrześniu wyniosła 5338 tys. żołnierzy, do końca października 5971 tys. żołnierzy.
W czasie działań wojennych było zmobilizowanych łącznie ok. 12 mln żołnierzy (w końcu wojny armia rosyjska liczyła ok. 7 mln żołnierzy).
W czasie trwania wojny przemysł rosyjski wyprodukował i przekazał armii: 3300 tys. karabinów, 28 tys. ciężkich karabinów maszynowych, 11,7 tys. dział różnych kalibrów, 3,5 tys. samolotów, 67 mln szt. pocisków artyleryjskich, 13,5 mld szt. amunicji strzeleckiej, ok. 20 tys. samochodów, 6 okrętów liniowych, 22 niszczyciele, 21 łodzi podwodnych. Wydatki na wojnę wyniosły 22,3 mld. ówczesnych dolarów USA.
Straty armii rosyjskiej: ok. 1,7 mln poległych i zmarłych, 4,95 mln rannych, 2,5 mln jeńcy i zaginieni, co stanowiło ok. 76,3% stanu zmobilizowanych.